# Maelo Reátegui
Maelo Reátegui (Lima, Provincia de Lima, Perú, 14 de junio de 1995) es un futbolista peruano. Juega de defensa central y su equipo actual es Unión Comercio de la Liga 2 de Perú. Tiene 29 años.

## Trayectoria
Reátegui fue formado en las divisiones menores del Club Universitario de Deportes. Hizo su debut profesional el 18 de mayo de 2014 ante Sport Huancayo en la última fecha del Torneo del Inca 2014. Su debut oficial en primera división se produjo el 15 de junio de 2014 en la victoria por 2-1 ante Cienciano del Cuzco, por la segunda fecha del Campeonato Descentralizado 2014.
Fue dirigido por José Guillermo del Solar alternando en la defensa junto con el argentino Fernando Alloco y el brasileño Dalton, logrando la clasificación a la Copa Sudamericana 2015, donde fueron eliminados por el Defensor Sporting de Uruguay. En el año 2015 tuvo una temporada irregular, aun así logró clasificar junto con su club nuevamente a la Copa Sudamericana. En enero de 2016 fue cedido en préstamo a la Universidad de San Martín de Porres. En el año 2017 firmó por el Sport Boys, club con el cual fue campeón de la Segunda División del Perú.

## Selección nacional
Ha sido internacional con la selección de fútbol sub-20 del Perú, con la cual disputó el Campeonato Sudamericano de Fútbol Sub-20 de 2015 realizado en Uruguay.

## Clubes y estadísticas
| Club                             | Temporada           | Liga | Liga | Copas Nacionales * | Copas Nacionales * | Copas Internacionales | Copas Internacionales | Total | Total |
| Club                             | Temporada           | PJ   | G    | PJ                 | G                  | PJ                    | G                     | PJ    | G     |
| -------------------------------- | ------------------- | ---- | ---- | ------------------ | ------------------ | --------------------- | --------------------- | ----- | ----- |
| Universitario de Deportes · Perú | 2014                | 21   | 0    | 1                  | 0                  | 0                     | 0                     | 22    | 0     |
| Universitario de Deportes · Perú | 2015                | 4    | 0    | 0                  | 0                  | 1                     | 0                     | 5     | 0     |
| Universitario de Deportes · Perú | Total               | 25   | 0    | 1                  | 0                  | 1                     | 0                     | 27    | 0     |
| Universidad de San Martín · Perú | 2016                | 4    | 0    | 0                  | 0                  | 0                     | 0                     | 4     | 0     |
| Universidad de San Martín · Perú | Total               | 4    | 0    | 0                  | 0                  | 0                     | 0                     | 4     | 0     |
| Sport Boys · Perú                | 2017                | 27   | 2    | 0                  | 0                  | 0                     | 0                     | 27    | 2     |
| Sport Boys · Perú                | 2018                | 37   | 4    | 0                  | 0                  | 0                     | 0                     | 37    | 4     |
| Sport Boys · Perú                | 2019                | 4    | 0    | 0                  | 0                  | 0                     | 0                     | 4     | 0     |
| Sport Boys · Perú                | Total               | 68   | 6    | 0                  | 0                  | 0                     | 0                     | 68    | 6     |
| Atlético Grau · Perú             | 2020                | 7    | 0    | 1                  | 0                  | 2                     | 0                     | 10    | 0     |
| Atlético Grau · Perú             | Total               | 7    | 0    | 1                  | 0                  | 2                     | 0                     | 10    | 0     |
| Unión Comercio · Perú            | 2021                | 22   | 0    | 0                  | 0                  | 0                     | 0                     | 22    | 0     |
| Unión Comercio · Perú            | 2022                | 19   | 0    | 0                  | 0                  | 0                     | 0                     | 19    | 0     |
| Unión Comercio · Perú            | 2023                | 31   | 1    | 0                  | 0                  | 0                     | 0                     | 31    | 1     |
| Unión Comercio · Perú            | Total               | 72   | 1    | 0                  | 0                  | 0                     | 0                     | 72    | 1     |
| Total en su carrera              | Total en su carrera | 176  | 7    | 2                  | 0                  | 3                     | 0                     | 181   | 7     |

- (*) Torneo del Inca.

## Palmarés

### Títulos nacionales
| Título                    | Club                      | País | Año    |
| ------------------------- | ------------------------- | ---- | ------ |
| Torneo de Reservas        | Universitario de Deportes | Perú | 2014-I |
| Torneo de Reservas        | Universitario de Deportes | Perú | 2015-I |
| Segunda División del Perú | Sport Boys                | Perú | 2017   |
| Supercopa Peruana         | Atlético Grau             | Perú | 2020   |